# Strzegocice
Strzegocice – wieś w Polsce, położona w województwie podkarpackim, w powiecie dębickim, w gminie Pilzno, ok. 4 km od Pilzna.

## Integralne części wsi
| SIMC    | Nazwa   | Rodzaj    |
| ------- | ------- | --------- |
| 0826480 | Bajorki | część wsi |
| 0826496 | Górki   | część wsi |
| 0826504 | Rędziny | część wsi |
| 0826510 | Skałka  | część wsi |

## Historia
Strzegocice są jedną z najstarszych wsi na terenie gminy. Pierwsze wzmianki o niej pojawiły się w zapiskach Kodeksu Dyplomatycznego Klasztoru Tynieckiego w XII wieku. W akcie lokalizacyjnym Pilzna z 1354 roku Strzegocice są ujęte jako wieś królewska, wchodząca do uposażenia wójta, a następnie starosty pilźnieńskiego. Ci ostatni byli reprezentowani między innymi przez Jana Kochanowskiego i Jana Tarły. Według lustracji królewskiej z 1536 roku w Strzegocicach znajdował się folwark królewski, dwór, karczma, młyn, sadzawka i łany łąk.
Strzegocice były wsią królewską starostwa niegrodowego ropczyckiego w województwa sandomierskiego w 1629 roku. W latach 1975–1998 miejscowość położona była w województwie tarnowskim.
W Strzegocicach-Bielowy znajduje się rektorat pw. Miłosierdzia Bożego i Matki Bożej Fatimskiej, który został ustanowiony 1 września 2022 roku.